# Zanaroff
Prudent Pohl, dit Zanaroff, né le 24 mars 1885 à Moûtiers et mort le 12 juillet 1966 (à 81 ans) à Moret-sur-Loing, est un peintre et illustrateur paysagiste français.

## Biographie
Primé par la Fondation Guy à Chambéry en 1901 il expose aux Beaux-Arts et Arts Appliqués de Bourges en 1913.
Après avoir commencé à Toulon dans la publicité, il s'installe à Moret-sur-Loing en 1930.
À partir de 1932, il vend lui-même ses tableaux dans une boutique à Saint-Ouen puis, à partir de 1946, il s'installe dans une des boutiques du Marché aux Puces de Saint-Ouen à Biron.
Il retourne ensuite à Moret-sur-Loing (38 rue Grande) ou il peint une grande variété de sujets, des paysages et des personnages en souffrance (on le surnomme ainsi « le peintre des gueux »). Il illustre aussi plusieurs livres et participe à de nombreuses expositions,,.
Par son talent , il va donner une analyse de son époque, où de jeunes gens comme lui, furent victimes de la monstruosité de la grande guerre et d'une révolution industrielle qui laissera sur le bord du chemin, tant de femmes et d'hommes.
"Ses tableaux de paysages de Savoie, du Sud-Ouest de la France et de la région de Moret seront tous de belles factures, ainsi que les portraits qu'il réalisa, représentant là encore des personnages du quotidien : batelier, carrier, agriculteur, charron, sabotier, « biffin » , etc".
Il épouse le 29 décembre 1964 Irène Vaurin à Moret-sur-Loing.
Mort le 12 juin 1966, Zanaroff repose au cimetière de Moret-sur-Loing où une rue porte son nom.

## Contributions bibliophiliques
- Henri Pons, L'homme qui roule - Poèmes de vagabonds inédits, frontispice de Zanaroff héliogravé par Dujardin, 500 exemplaires numérotés constituant l'édition originale, La Belle Édition, Paris, 1950.

## Expositions

### Expositions personnelles
- "La Savoie, Les Gueux", Galeries Georges Petit, Paris, 1928[10]
- Théâtre Edouard  VII, Club artistique du VIII arr. 14 août 1942[11]
- Galerie Carpentier, 37 rue de Châteaudun, Paris, décembre 1945[12].
- Galerie Arts XV-21, Moret-sur-Loing, décembre 2016 - janvier 2017[5].
- "Gueux et Paysages", Les Petites Maisons, Tarnac, aout 2021[13]
- "Alchimiste de la Lumière", Moret-sur-Loing, 16 septembre - 26 novembre 2022[14]
- Centre Culturel de Moûtiers, 1. juillet - 22 septembre 2023
- "Zanaroff: La Quintessence Harmonique", Moret-sur-Loing, 4-12 mai 2024[15]

### Expositions collectives
- 13e exposition de peinture du XIXe et du XXe siècle sur les paysages de la Savoie, Galerie de Savoie - Antiquité du Bourget-du-Lac, oct.-nov. 2019[16].

## Réception critique
- « L'expressionnisme jouant beaucoup sur les contrastes ombre-lumière d'un personnage curieux qui vivait à Moret-sur-Loing et qui, pour court-circuiter le cycle habituel du commerce artistique, loua dès 1932 un stand aux Puces de Saint-Ouen, y vendant lui-même ses œuvres : des paysages des bords du Loing, ou des visions assez ténébreuses de l'univers de clochards. » - Gérald Schurr[17]
- « Ses peintures sont partagées entre les paysages de la région de Moret-sur-Loing et la représentation de la détresse humaine, ce qui l'a parfois fait appeler "le peintre des gueux". Il a également illustré quelques livres. » - Dictionnaire Bénézit[3]

## Collections publiques

### États-Unis
- Pat Clark Art Collection, Ellsworth College Foundation (en), Iowa Falls (Iowa)[18].

### France
- Musée des Beaux-Arts de Chambéry, Le vieux moulin[19].
- Mairie de Moret-sur-Loing.
- Musée de Moret-sur-Loing.